# Ellisiella hydrangeae
Ellisiella hydrangeae är en svampart som beskrevs av Sousa da Câmara & Luz 1941. Ellisiella hydrangeae ingår i släktet Ellisiella, divisionen sporsäcksvampar och riket svampar.   Inga underarter finns listade i Catalogue of Life.